# San Jose Earthquakes (NASL)
Los San Jose Earthquakes fueron un equipo de fútbol de los Estados Unidos que jugaron en la Western Soccer Alliance.

## Historia
Fue fundado en el año 1974 en la ciudad de San Jose, California como un equipo de expansión de la desaparecida North American Soccer League, aunque lo hicieron con el nombre de Golden Bay Earthquakes; y al mismo tiempo contaron con un equipo en la Major Indoor Soccer League, la liga de fútbol Indoor más importante de los Estados Unidos.
Cuando la North American Soccer League desapareció en 1984, cambiaron su nombre por el de San Jose y se unieron a la Western Soccer Alliance en 1985 hasta su desaparición en 1988. El nombre Eartquakes se dio por el gerente general Dick Berg por la proximidad de la falla de San Andrés con la ciudad de San Jose, California.

## Palmarés
| - WACS: 1 1985 - Títulos Divisionales en la NASL: 1 1974 - División Sur, Conferencia del Pacífico | - NASL Indoor: 1 1975 - Títulos Divisionales: 2 1975 - Región 4 1976 - Regional Oeste |

## Temporadas

### Fútbol
| Temporada | Liga | G  | P  | E | GF | GC | Pos.               | Playoffs                 | Asistencia |
| --------- | ---- | -- | -- | - | -- | -- | ------------------ | ------------------------ | ---------- |
| 1974      | NASL | 9  | 8  | 3 | 43 | 38 | 2º Oeste           | Cuartos de final         | 16,584     |
| 1975      | NASL | 8  | 14 |   | 37 | 48 | 5º Oeste           | No clasificó             | 17,927     |
| 1976      | NASL | 14 | 10 |   | 47 | 30 | 1º Sur             | Finalista de Conferencia | 19,826     |
| 1977      | NASL | 14 | 12 |   | 37 | 44 | 2º Sur             | 1ª ronda                 | 17,739     |
| 1978      | NASL | 8  | 22 |   | 36 | 81 | 4º Americana Oeste | No clasificó             | 14,281     |
| 1979      | NASL | 8  | 22 |   | 41 | 74 | 4º Americana Oeste | No clasificó             | 15,092     |
| 1980      | NASL | 9  | 23 |   | 45 | 68 | 4º Americana Oeste | No clasificó             | 13,169     |
| 1981      | NASL | 11 | 21 |   | 44 | 78 | 4º Oeste           | No clasificó             | 12,400     |
| 1982      | NASL | 13 | 19 |   | 47 | 62 | 5º Oeste           | No clasificó             | 11,012     |
| 1983      | NASL | 20 | 10 |   | 71 | 54 | 2º Oeste           | Semifinalista            | 11,933     |
| 1984      | NASL | 8  | 16 |   | 61 | 62 | 5º Oeste           | No clasificó             | 10,676     |
| 1985      | WACS | 4  | 2  | 1 | 10 | 9  | 1º                 | N/A                      |            |
| 1986      | WSA  | 3  | 4  | 7 | 13 | 23 | 6º                 | N/A                      |            |
| 1987      | WSA  | 6  | 7  |   | 21 | 13 | 3º                 | Finalista                |            |
| 1988      | WSA  | 7  | 5  |   | 20 | 19 | 3º                 | Finalista                |            |

### Fútbol Indoor
| Temporada | Liga | G  | P  | GF  | GC  | Pos.              | Playoffs      |
| --------- | ---- | -- | -- | --- | --- | ----------------- | ------------- |
| 1975      | NASL | 4  | 0  | 37  | 17  | 1º Oeste          | Campeón       |
| 1976      | NASL | 3  | 1  | 35  | 18  | 1º Oeste          | 3º Lugar      |
| 1980–81   | NASL | 10 | 18 | 118 | 115 | 3º Oeste          | No clasificó  |
| 1981–82   | NASL | 5  | 12 | 83  | 141 | 3º Nacional Oeste | No clasificó  |
| 1982–83   | MISL | 17 | 31 | 240 | 290 | 5º Oeste          | No clasificó  |
| 1983–84   | NASL | 19 | 13 | 206 | 190 | 4º                | Semifinalista |

## Jugadores destacados
| - George Best - Colin Bell - Leonardo Cuéllar - Miroslav Pavlović - António Simões - Boris Bandov - Gary Etherington - Arthur Demling - Anthony Douglas - Steve David - Leroy DeLeon | - Jim McAlister - Paul Child - Art Welch - Archie Roboostoff - Juli Veee - Wim Suurbier - David Vanole - Gerry Gray - Bob Rigby - Victor Kodelja - Mike Stojanović - Hernán Morales - William Quirós |